# Diemut Majer
Diemut Majer (* 26. Juni 1938 in Großbettlingen; † 16. Januar 2024) war eine deutsche Rechtswissenschaftlerin.

## Leben und Wirken
Die gebürtige Schwäbin absolvierte ein Studium der Rechts- und Politikwissenschaft an den Universitäten Freiburg, Bonn, an der Freien Universität Berlin und am Bologna-Center der Johns-Hopkins-Universität, Baltimore/USA. Während ihres Studiums engagierte sich Majer in den Deutsch-Israelischen Studiengruppen. Die Promotion erfolgte 1966 in Freiburg i. Br. Danach war sie Assistentin an der Universität Mannheim und wissenschaftliche Mitarbeiterin beim Bundesverfassungsgericht in Karlsruhe. Die Habilitation folgte 1984 an der Universität Bern, nachdem der Fachbereich Rechtswissenschaft der Freien Universität Berlin ihre 1974 vorgelegte Habilitationsschrift »Fremdvölkische« im Dritten Reich 1981 in einem fehlerhaften Verfahren abgelehnt hatte. Majer war zunächst Privatdozentin und von 1994 bis 2004 Titularprofessorin für öffentliches Recht, Verfassungsgeschichte und Rechtsvergleichung an der Universität Bern sowie Lehrbeauftragte für Europarecht und Deutsches und Europäisches Umweltrecht an der Universität Karlsruhe. Sie war außerdem Professorin an der Hochschule des Bundes für öffentliche Verwaltung und als Rechtsanwältin tätig.
Sie legte zahlreiche Veröffentlichungen zur Rechts- und Verfassungsgeschichte sowie zum Umwelt- und Europarecht vor. Sie arbeitete als Rechtsanwältin und war Mitglied der Vereinigung für Verfassungsgeschichte sowie der Vereinigung der Deutschen Staatsrechtslehrer.

## Schriften (Auswahl)
- „Fremdvölkische“ im Dritten Reich. Ein Beitrag zur nationalsozialistischen Rechtssetzung und Rechtspraxis in Verwaltung und Justiz unter besonderer Berücksichtigung der eingegliederten Ostgebiete und des Generalgouvernements. Boppard am Rhein 1981; Neuausgabe: München 1993; engl. 2013.
- Verfassungsgerichtsbarkeit und Bund-Länder-Konflikte. Ein Beitrag zu den Empfehlungen der Enquête-Kommission Verfassungsreform zur Erweiterung der Kompetenzen des Bundesverfassungsgerichts. Mit einer Dokumentation der Schlussberichte der Enquête-Kommission Verfassungsreform sowie der Expertenkommission für die Vorbereitung einer Totalrevision der Bundesverfassung der Schweiz. Berlin 1981.
- Neutralitätsrecht und Neutralitätspolitik am Beispiel Österreichs und der Schweiz. Heidelberg 1987.
- Grundlagen des nationalsozialistischen Rechtssystems. Stuttgart 1987.
- Europa zwischen Integration und Kooperation. Wiesbaden 1999.
- Nationalsozialismus im Lichte der juristischen Zeitgeschichte. Baden-Baden 2002.
- Frauen – Revolution – Recht. Die großen europäischen Revolutionen in Frankreich, Deutschland und Österreich 1789 bis 1918 und die Rechtsstellung der Frauen unter Einbezug von England, Russland, der USA und der Schweiz. Zürich/St. Gallen 2008.